# Um Homem Sério
A Serious Man (br/br: Um Homem Sério)  é um filme estadunidense de 2009, uma comédia de humor negro escrito, produzido e dirigido pelos irmãos Joel e Ethan Coen.
O longa recebeu duas indicações ao Oscar 2010: Melhor filme e Melhor roteiro original.

## Sinopse
1967. Larry Gopnik (Michael Stuhlberg) trabalha como professor de física na Universidade de Midwestern. Ele vê sua vida mudar radicalmente quando sua esposa, Judith (Sari Lennick), decide deixá-lo por Sy Ableman (Fred Melamed). Além disto, uma carta anônima ameaça sua carreira na universidade. Larry ainda precisa lidar com os problemas de Arthur (Richard Kind), seu irmão, que mora em sua casa e dorme no sofá; seu filho Danny (Aaron Wolff), problemático e rebelde; e ainda Sarah (Jessica McManus), sua filha, que constantemente pega dinheiro de sua carteira para uma futura cirurgia plástica no nariz. Sem saber o que fazer, Larry busca os conselhos de três rabinos.

## Elenco
- Michael Stuhlbarg .... Larry Gopnik
- Richard Kind .... Arthur Gopnik
- Sari Wagner Lennick .... Judith Gopnik
- Fred Melamed .... Sy Ableman
- Aaron Wolff .... é Danny Gopnik
- Jessica McManus .... Sarah Gopnik
- Adam Arkin .... Don Milgram
- George Wyner .... Rabbi Nachtner
- Amy Landecker .... é Mrs. Samsky
- Katherine Borowitz .... Mimi Nudell
- Fyvush Finkel ... .Reb Groshkover
- Simon Helberg .... Rabbi Scott Ginzler
- Andrew S. Lentz .... Mark Sallerson
- Jack Swiler .... Howard Altar
- Tim Harlan-Marks .... o motorista de ônibus
- Benjy Portnoe .... Ronnie Nudell
- Brent Braunschweig .... Mitch Brandt
- Ari Hoptman .... Arlen Finkle
- Michael Lerner .... Solomon Schlutz
- David Kang ....  Clive
- Steve Park .... o pai de Clive